# Chapelle Saint-Alexandre-Nevski de Peterhof
Pour les articles homonymes, voir Alexandre Nevski (homonymie).
Ne doit pas être confondu avec Chapelle Saint-Alexandre-Nevski de Fergana.
La chapelle Saint-Alexandre-Nevski est une ancienne église orthodoxe qui servait de chapelle familiale à la famille impériale de Russie, pendant ses séjours estivaux au palais de Peterhof, près de Saint-Pétersbourg. Elle est vouée à saint Alexandre Nevski et, fait exceptionnel, construite en style néogothique.

## Historique
C'est en 1829, après la construction du cottage à l'anglaise dans le parc Alexandria de Peterhof, qu'apparaît la nécessité de construire une chapelle impériale. L'empereur Nicolas choisit lui-même son emplacement dans la partie occidentale du parc. Les plans et les dessins du projet sont confiés aux fameux architecte prussien, Karl Friedrich Schinkel. Elle est érigée en 1831-1834 sous la direction d'Adam Menelaws et ensuite de Ludwig Charlemagne et consacrée en juillet 1834. La chapelle est fermée en 1918 et on y ouvre deux ans plus tard un musée, bientôt fermé, puis à partir de 1933 une exposition permanente sur l'histoire du parc d'Alexandria. L'édifice est gravement endommagé par les attaques allemandes pendant la Grande guerre patriotique de 1941-1945 et restauré à partir des années 1970. Il rouvre comme musée en 1999, après avoir été encore restauré.
La chapelle, après des travaux entre 2000 et 2003, est consacrée une seconde fois le 4 juillet 2006, afin d'abriter la dépouille mortelle, rendue par le Danemark, de l'impératrice Marie Féodorovna, mère de Nicolas II, avant son enterrement en septembre 2006 à la forteresse Pierre-et-Paul. Il n'y a pas de services religieux à la chapelle.

## Galerie

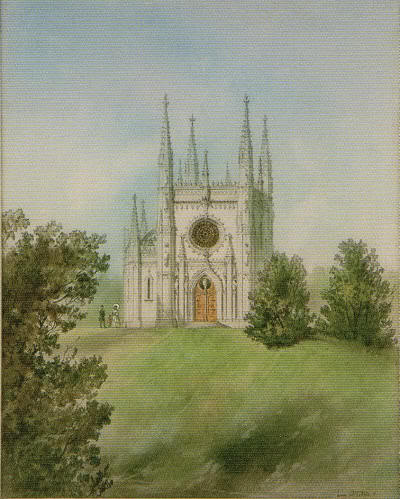
Aquarelle par Joseph-Jean Charlemagne, vers 1850–1860.
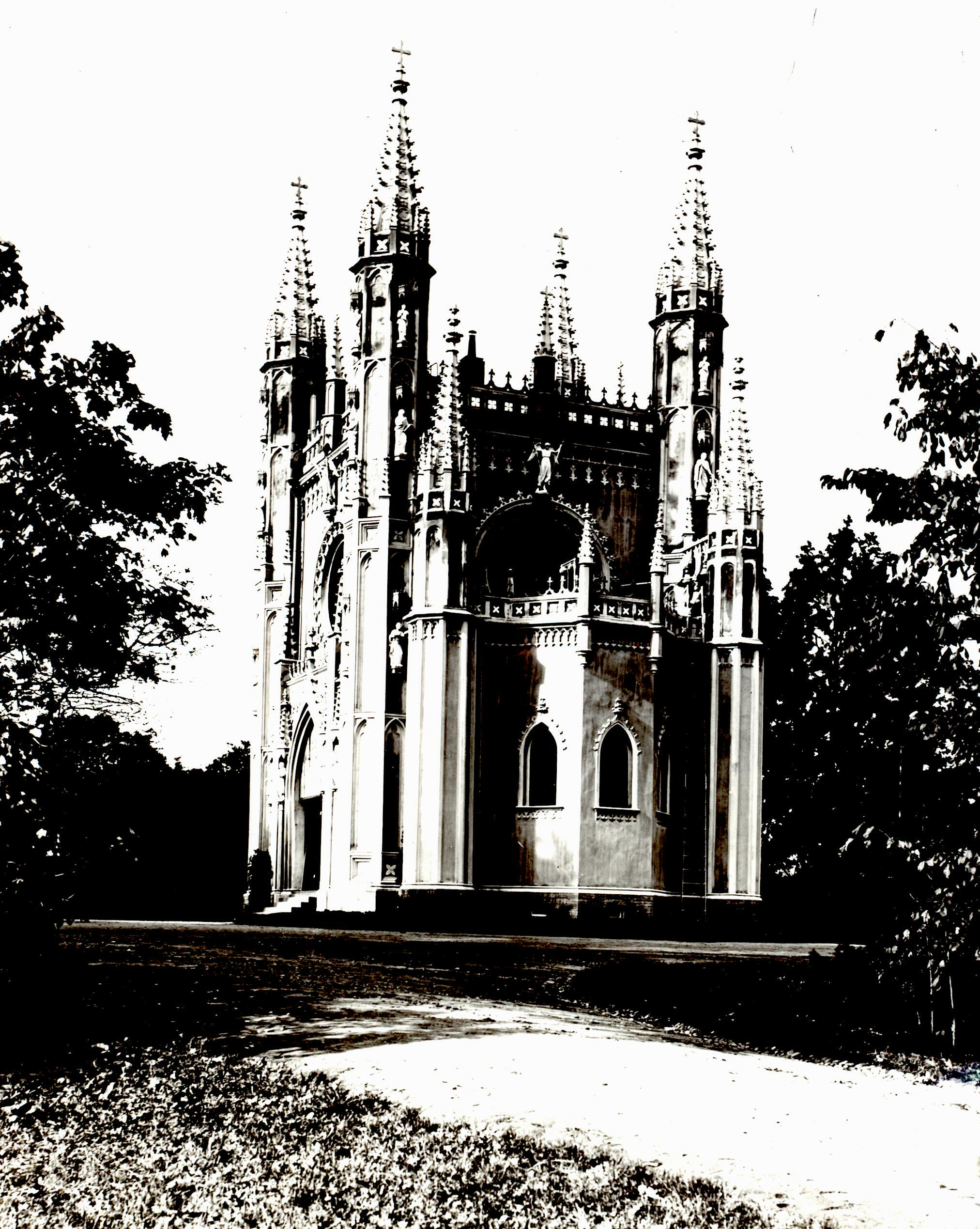
Vue de la chapelle vers 1910
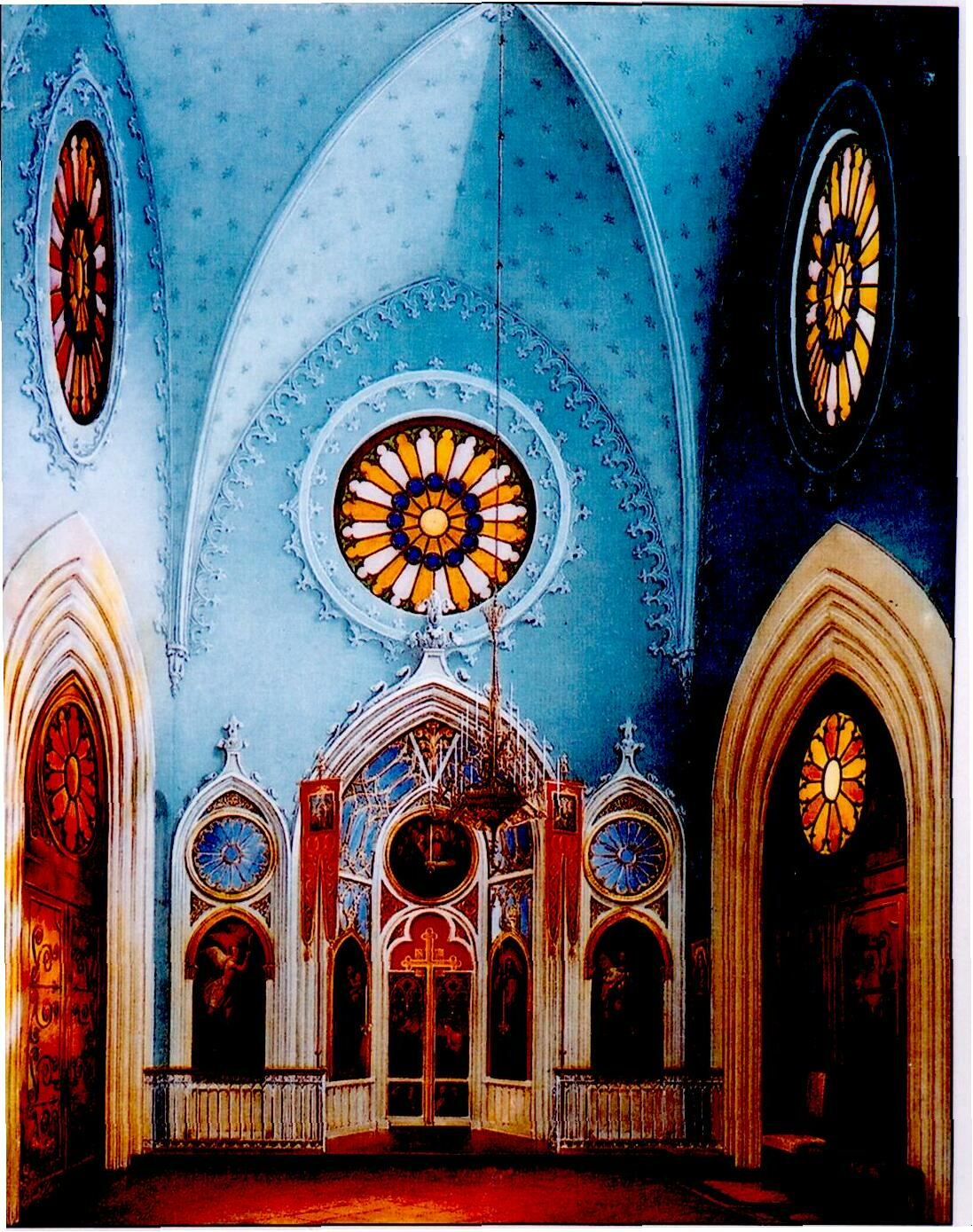
Intérieur de la chapelle en 1855
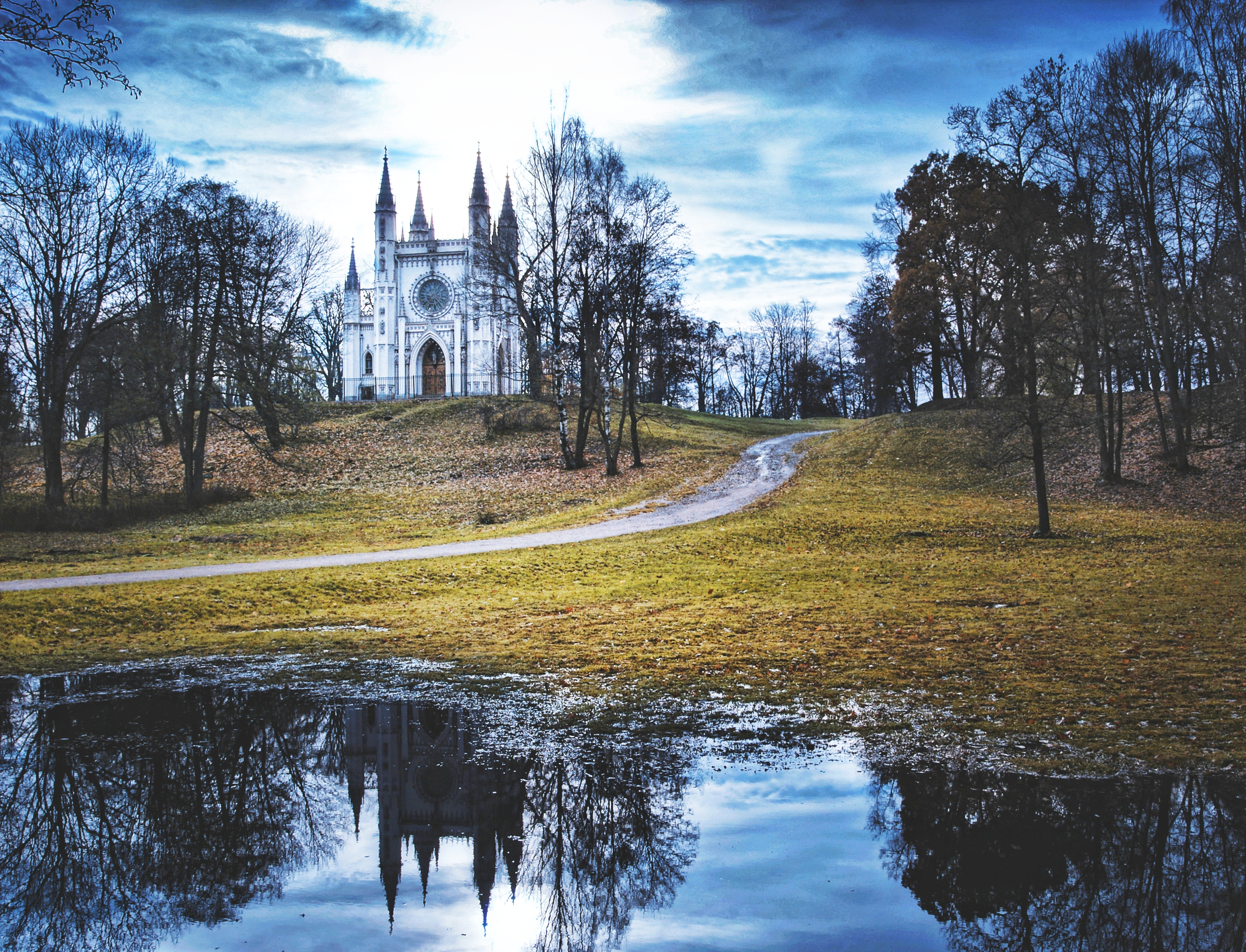
Vue paysagère de la chapelle

## Architecture
La chapelle est construite selon un plan carré, avec trois petites absides, une de chaque côté et une contre la façade opposée à l'entrée. Elle est décorée à chaque angle d'une tour à flèche gothique en fonte, surmontée d'une croix dorée. La chapelle est décorée de mille détails et d'objets de fonte sortis des ateliers Sokolov de Saint-Pétersbourg. Le sculpteur Vassili Delmut-Malinovski crée quarante-trois statues de cuivre le long des murs. On remarque au-dessus de chaque portail une rosace de vitrail  surmontée chacune d'une sculpture d'ange.
L'iconostase est l'œuvre de Timofeï Neff. D'autres œuvres et icônes, peintes par l'artiste, sont acquises dans les années 1860. La plus grande partie du décor disparaît pendant la Seconde Guerre mondiale et est reconstitué après 1998.

## Source
- (ru) Cet article est partiellement ou en totalité issu de l’article de Wikipédia en russe intitulé « Церковь святого Александра Невского (Петергоф) » (voir la liste des auteurs).